# Fredrik Lambert-Meuller
Fredrik "Fred" Christjern Lambert-Meuller, född 17 januari 1908, död 5 mars 2001 i Saltsjöbaden, var en svensk militär och flygare. Han var son till direktören på Svenska Liv, Fredrik August Lambert-Mueller och Elsa Flygare.
Lambert-Meuller började på Krigsflygskolan i Ljungbyhed 1928 och blev fänrik i Flygvapnet 1931. Han arbetade som flyglärare vid Ljungbyhed och provflygare för Edmund Sparmanns flygplansfabrik. Han engagerades 1935 av Per-Axel Branner som stand in för Kotti Chave i flygscenerna vid inspelningen av Ungdom av idag. Under en flyguppvisning i Jönköping 25 augusti 1935 utförde Lambert-Meuller ett flygprogram som var mycket noga intränat och genomfört vid många tidigare uppvisningar både i Sverige och utomlands. Han skulle låta planet gå i spinn på 600 meters höjd och han visste, att varje rotation av planet innebar en höjdförlust på 80 meter. Troligen räknade han fel på antalet varv och hade till slut otillräckligt utrymme att räta upp planet, så planet slog i marken med en hastighet av cirka 200 km/tim. Hela förloppet visas i filmen, man ser hur planet gör en roll åt ena sidan och bryter vingen där - gör en roll åt andra sidan och bryter den vingen. Flygplanskroppen rullar sedan runt fyra gånger på marken och åstadkommer ett stort dammoln och ur det kommer sedan bland annat vingarna farande. Själva flygkroppens förarrum var ganska lindrigt demolerat och Lambert-Meuller tog sig oskadad ur vraket.
Under andra världskriget var han chef för en jaktdivision på F8 och i slutet av kriget provflög han ett antal stridsflygplan från andra länder som nödlandat i Sverige. I slutet av 1940-talet var han chef för Försökscentralen (FC). Under hans översinseende modifierades i början av 1948 en J 26 för flygspaning vid FC, flygplanet försågs med en kamera som lånats från USA:s flygvapen. Den 10 juli 1948 flög Lambert-Meuller den modifierade J26:an på en spaningsflygning över Ösel, som då var sovjetiskt territorium. Syftet var att försöka hitta avskjutningsramper för spökraketer som man misstänkte fanns där (i själva verket fanns inga). Spaningsresultatet delgavs även USA:s flygvapen. Lambert-Meuller förlänades 4 juni 1949 Vasaorden för flygningen; han hade Svärdsorden sedan tidigare.
Vid sin avgång från aktiv flygtjänst 1964 var han överstelöjtnant.